# WaT
WaT，日本男子演唱二人組，WaT意為“Wentz（Wentz瑛士）and Teppei（小池徹平）”，為環球唱片旗下歌手。兩人的經紀公司同為Burning Production。除了音樂創作及演唱，成員也參與電影及電視演出。
出道時，因成員已以個人身分分別進行演藝工作，故已有不少支持者。2005年首次登上第56屆紅白歌合戰，打破在日本歌手自出道至紅白歌合戰登場的最短時程。2015年12月6日，在東京舉行的演唱會上，宣布2016年2月11日解散。

## 經歷
- 2002年
  - Wentz瑛士與小池徹平結成組合（當時並沒有組合名稱），並定期在代代木公園附近定期舉行路邊演唱。

- 2003年
  - 12月的路邊演唱吸引了超過一千名觀眾，因造成混亂所以終止了以後的路邊演唱活動。

- 2004年
  - 2月18日，由獨立唱片公司發行首張單曲「卒業TIME」（畢業時刻）。
  - 2月20日，在池袋Sunshine City噴水廣場舉行的獨立唱片出道紀念活動，吸引了超過５千名歌迷到場。
  - 同年開始了官方歌迷會「So WaT?」以及舉行「WaT Entertainment Show Vol.1」（之後仍繼續著Vol.2，Vol.3…）。

- 2005年
  - 有11間唱片公司爭奪其唱片合約，最後決定了於環球唱片正式出道。
  - 11月2日，發行正式出道單曲『僕のキモチ』（我的心意），首週打進ORICON細碟榜第二位。
  - 首次演出「第56回NHK紅白歌合戰」，打破了當時在日本『由出道到參加NHK紅白歌合戰』的最短時距。

- 2006年
  - 3月1日，發行第一張的專輯『卒業TIME〜僕らのはじまり〜』（畢業時刻～我們的開始～）。
  - 4月26日，初次發行DVD「WaT ENTERTAINMENT SHOW 2006 ACT "do" LIVE Vol.4」。
  - 第2年連續出場「第57回NHK紅白歌合戰」。
  - 同年成為「2006 世界排球錦標賽」的官方應援者。
  - 同年得到的獎項有
    - 『第43回 2005年度 ゴールデン・アロー賞』 新人賞受賞。
    - 『第20回 2005年度 日本金唱片大賞』 ニュー・アーティスト・オブ・ザ・イヤー受賞。
    - 『第39回 BEST HIT歌謠祭』 最優秀新人賞受賞。
    - 『第39回 日本有線大賞』 特別賞受賞。
    - 『第48回 日本唱片大賞』新人賞受賞。

- 2007年
  - 2月14日，小池徹平以『君に贈る歌』（獻給妳的歌）初次正式單獨表演。
  - 4月25日，瑛士以『Awaking Emotion 8/5』初次正式單獨表演。
  - 10月7日，在Sundome福井（日语：サンドーム福井）開演奏會。
  - 第3年連續出場「第58回NHK紅白歌合戰」。

- 2008年
  - 5月，WaT LIVE TOUR2008 “凶×小吉＝大吉TOUR”在日本全國6個城市有10場公演。最後一天在日比谷野外大音楽堂，一邊下雨一邊進行演出。
  - 第4年連續出場「第59回NHK紅白歌合戰」。

- 2009年
  - 由2005年初次到上一年為止，連續出場的「第60回NHK紅白歌合戰」落選了，連續出場的形式被間斷。
  - 小池徹平亦作個人的音樂發展，發行了個人單曲『キミだけ』（只有你）及專輯『Jack In The Box』。

- 2010年
  - 5月，宣佈隔了2年，終於再以WaT為單位在7月28日發行單曲「君が僕にKissをした」（你的KISS），亦預定於9月8日發行單曲「24/7～もう一度～」。
- 2015年
  - 2月14日，時隔五年，兩人宣布將參加2月25日的「SKYPerfecTV!音樂節」以及3月12日的「Folk Days 第92章」並在夏季參與許多音樂活動，今年11月也將發售久違5年的新曲，12月在都內舉行睽違7年半的演唱會。

## 成員資料
- 小池徹平（Koike Teppei）
  - 出身地：大阪府大阪狹山市
  - 生日：1986年1月5日出生
  - 血型：B型
  - 身高：167 cm
  - 体重：54 kg
  - 興趣：彈吉他、籃球
  - 兄弟姐妹：一位弟弟
  - 喜歡的食物：壽司、拉麵
  - 討厭的食物：哈密瓜、西瓜、鮮奶油、冰淇淋（不喜歡白色的食物）
  - 出道過程：2001年第14屆JUNON超級男孩金獎得主，2002年到東京發展，出道處女作富士電視臺日劇「天體觀測」。

- Wentz瑛士（Wentz Eiji）
  - 1985年10月8日生
  - 出身地：東京都三鷹市
  - 血型：O型
  - 身高：170 cm
  - 体重：55 kg
  - 興趣：聽音樂、看電影、打撞球
  - 特殊才藝：籃球、滑雪板
  - 兄弟姐妹：一位哥哥
  - 喜歡的食物：玄米飯、明太子、納豆、烏龍麵（烏冬）
  - 討厭的食物：扇貝
  - 出道過程：德裔美国人的父親＋日本人的母親之混血兒，4歲開始擔任模特兒，並在四季劇團演出「美女與野獸」。

## 作品
粗體為成員個人名義的音樂作品。
（※有關成員個人名義之戲劇、綜藝節目等演出，請參見個別項目。）

### 單曲
- 2004年2月18日 「卒業TIME」（畢業時刻）發行自獨立唱片／現在是廃盤
- 2005年11月2日 「僕のキモチ」（我的心意）
- 2006年1月25日 「5センチ。」（5厘米／5公分）
- 2006年8月2日 「Hava Rava」
- 2006年11月1日 「Ready Go！」
- 2006年12月6日 「ボクラノLove Story」（我們的愛情故事）
- 2007年2月14日 「君に贈る歌」（獻給妳的歌）小池徹平／「ラッキーでハッピー」Wentz瑛士與Gachapin & Mukku（二人個人solo單曲第一彈：同一張單曲，但封面及曲序兩個版本）
- 2007年4月25日 「my brand new way」（嶄新的一天）小池徹平／「Awaking Emotion 8/5」Wentz瑛士（二人個人solo單曲第二彈；同一張單曲，但封面及曲序兩個版本）
- 2008年1月16日 「夢の途中 (WaT)／TOKIMEKI☆DooBeeDoo (e2)」（夢想途中）
- 2008年4月23日 「時を越えて-Fantastic World-」
- 2008年10月29日 「36℃」
- 2009年6月24日  「キミだけ」（只有你）小池徹平
- 2010年7月28日  「君が僕にKissをした」（你的KISS）
- 2010年9月8日  「24/7～もう一度～」

### 專輯
- 2006年3月1日 「卒業TIME～僕らのはじまり～」（畢業時刻～我們的開始～）
- 2007年6月27日 「小池徹平 ファースト・ソロアルバム」（pieces）小池徹平
- 2007年11月28日 「WaT Collection」
- 2009年7月15日 「Jack In The Box」小池徹平
- 2016年2月10日 「卒業BEST」

### DVD
- 2006年4月26日 「WaT Entertainment Show 2006 ACT “do”LIVE Vol.4」
- 2006年12月20日 「My Favorite Girl -The Movie-」
- 「WaT Music Video Collection」
- 「WaT Entertainment Show 2008」a

## 外部連結
- WaT官方網站（日文）
- WaT環球唱片官方網站 （页面存档备份，存于）（日文）
- musicJAPANplus艺人资料库 - WaT （页面存档备份，存于） （英文）